# Университет Рикардо Пальмы
Университе́т Рика́рдо Па́льмы (исп. Universidad Ricardo Palma, URP) — частный университет в городе Лима, Перу. Основан 1 июля 1969 года и назван в честь перуанского писателя Рикардо Пальмы (1833—1919). Основатель университета — Антонио Сан Кристобаль Себастьян — принадлежал к католической монашеской конгрегации кларетинцев. В университете функционируют девять факультетов и учатся около 15 тыс. студентов.
Основной университетский кампус находится в районе Сантьяго де Сурко города Лима. Кампус занимает территорию в 6,6 га и на нём расположены здания каждого из девяти факультетов университета, а также лаборатории, специализированные библиотеки, аудитории и столовые. В отдельном шестнадцатиэтажном здании располагается администрация университета, исследовательский институт, центр информатики, аудитории и театр на открытом воздухе.